# Los Laureles, Atotonilco el Alto
Los Laureles är en ort i Mexiko.   Den ligger i kommunen Atotonilco el Alto och delstaten Jalisco, i den centrala delen av landet, 400 km väster om huvudstaden Mexico City. Los Laureles ligger 1 974 meter över havet och antalet invånare är 112.
Terrängen runt Los Laureles är kuperad söderut, men norrut är den platt. Runt Los Laureles är det ganska tätbefolkat, med 86 invånare per kvadratkilometer. Närmaste större samhälle är Atotonilco el Alto, 4,6 km söder om Los Laureles. I omgivningarna runt Los Laureles växer huvudsakligen savannskog.